# José María Rius Chornet
José María Rius Chornet (Valencia, 18 de junio de 1938 - Barcelona, 13 de abril de 2006) fue un médico español, pionero en la especialidad de Radiología Intervencionista en España. Inició la escuela española de Radiología Vascular Intervencionista a principios de los años 70s y fue socio fundador de la SERVEI (Sociedad Española de Radiología Vascular e Intervencionista) a mediados de los años 80s.

## Reseña biográfica
Hijo de José María Rius i Vivó, médico radiólogo valenciano, estudió medicina en la Facultad de Valencia licenciándose en 1962 y posteriormente se especializó en Radiología Vascular en distintos países, destacando su etapa en Argel (con el Dr. Djalali Rahmuni) y en París (con el Dr. Claude Hernández).
Terminada su formación en el extranjero, en 1970 vuelve a España instalándose en Barcelona como Jefe del Servicio de Radiología Vascular del Hospital Valle Hebrón, en el que por entonces era el único servicio de Radiología Vascular del país.
Durante los 36 años que trabajó en el Hospital Valle Hebrón de Barcelona desarrolló una intensa actividad asistencial y científica al tiempo que creaba una verdadera escuela de Radiología Vascular hasta su fallecimiento en 2006.
En 1982 y junto a otros radiólogos vasculares creó las bases y los estatutos de la actual SERVEI, Sociedad Española de Radiología Vascular e Intervencionista, una iniciativa que adoptaron otros países con posterioridad.
Organizó personalmente distintos congresos, reuniones y symposiums sobre Radiología Vascular, entre los que destaca el de la CIRSE (Cardiovascular and Interventional Radiological Society of Europe) 1992, que se celebraba por primera vez en España, y tuvo lugar en la localidad costera de Sitges (en la provincia de Barcelona).

## Obras
- El doctor Ros Mendoza recibe la Medalla de Oro de la Sociedad Española de Radiología Médica: "Dedico este premio a mis maestros" - EL HERALDO DE ARAGÓN (27 de mayo de 2024) https://www.heraldo.es/noticias/aragon/2024/05/24/el-doctor-ros-mendoza-recibe-la-medalla-de-oro-de-la-sociedad-espanola-de-radiologia-medica-dedico-este-premio-a-mis-maestros-1736435.html
- Los herederos de Seldinger (por el Prof. Luis Ros) - Mininvas News  (2021) https://mininvas.com/2021/12/09/los-herederos-de-seldinger/

## Publicaciones científicas
- La angiografia selectiva en los aneurismas arterio-venosos medulares - M Rovira, JM Rius Chornet, F Bacci, O Torrent - Radiología, 1970
- Angiografia de la medula espinal - M Rovira, J Rius - Radiologia (Madrid), 1971
- Angiografía abdominal - Werner Wenz, J. A. Jiménez Cossío, José María Rius Chornet - Editorial Científico-Médica, Barcelona 1976 - ISBN: 84-224-0644-6
- Embolización transcatéter de arterias bronquiales. Una alternativa terapéutica en los pacientes con hemoptisis. - Ros Mendoza, L. H., Rius Chornet J. M. - Revista Española de Cirugía Cardíaca, Torácica y Vascular. 1988; 6, 4: 190-5.

- Datos: Q129222141